# De Zeven Provinciën (1665)
Pour les articles homonymes, voir HNLMS De Zeven Provinciën.
Le Zeven Provinciën (ou « les Zeven Provinciën ») est un vaisseau de ligne néerlandais du XVIIe siècle, armé avec 80 canons.
Il tire son nom des « sept provinces », les provinces autonomes qui forment la république néerlandaise.

## Historique
Le vaisseau original a été construit en 1664-1665 pour l'amirauté de la Meuse, basée à Rotterdam, par l'architecte Salomon Jansz van den Tempel. Il était armé à l'origine avec :
- 12 canons de 36 livres et 16 canons de 24 livres dans la première batterie ;
- 14 canons de 18 livres et 12 canons de 12 livres dans la seconde batterie ;
- 26 canons de 6 livres sur les gaillards.

Le vaisseau était sous les ordres du lieutenant-amiral Michiel de Ruyter pendant la deuxième guerre avec l'Angleterre (1665-1667), notamment lors de la bataille des Quatre Jours, celle de North Foreland (1666) et lors du raid sur la Medway (1667).
Ruyter l'a utilisé de nouveau pendant la troisième guerre contre l'Angleterre (1672-1673) ; le vaisseau a servi dans les batailles contre les flottes anglaise et française : Solebay (1672), Schooneveld et Texel (1673).
Durant la guerre de la Ligue d'Augsbourg (1688-1697), réarmé avec 76 canons (uniquement des 36 livres en première batterie), il participe à la bataille de Barfleur (1692). Endommagé lors de cette dernière bataille, il est finalement démoli en 1694.

## Réplique

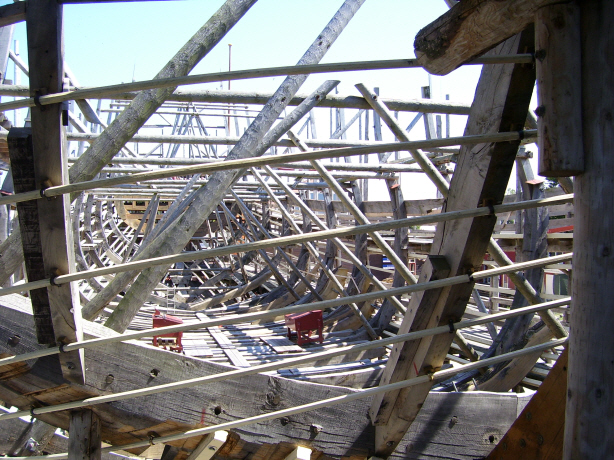
Construction de la réplique.

Une première tentative a débuté en 1995 dans les chantiers Bataviawerf à Lelystad.
De nos jours, pour construire un bateau d'un certain tonnage, l'assemblage se fait toujours par couple. L'architecte a voulu faire revivre une technique qui n'était plus utilisée depuis des siècles, construire par niveau et non par couple ; le résultat fut catastrophique, plus de dix ans d'efforts et de contributions furent perdus.
En 2008 débute la construction d'une nouvelle réplique. Cette année un incendie a détruit une partie des bâtiments et des voiles qui s'y trouvaient. Mais la réplique n'a pas souffert. La fin des travaux étaient initialement prévus pour 2015, mais les travaux se sont arrêtés en 2014, faute de financement. La quille montée est restée en place au musée de Lelystad. 